# 扈累
扈累（170年代—250年代），字伯重，京兆郡（治今陕西省西安市）人，三国时曹魏隐士。
初平年间，青牛先生，字正方，山东人，客居三辅，通晓星历、风角、鸟情，常吃青葙芫华，年纪像五六十岁，有认识他的人，说他已经百馀岁了。扈累四十馀岁时，随青牛先生游学，人们说他得到青牛先生的技术。扈累有妻子，没有子女。建安十六年（211年），三辅大乱，扈累随青牛先生南入汉中。刘备占领汉中，青牛先生入蜀，扈累和他失联，随百姓到邺城，遭到疫病妻子去世。黄初元年（220年），扈累到洛阳，不再娶妻。他独居道旁，白天思考，晚上仰视星宿，吟咏内书。有人问他，闭口不肯说话。嘉平年间，扈累八九十岁了，就像四五十岁的样子。县官以为他孤老，每天给粮食五升。一二年后病亡。